# Another Time, Another Place (album, Jennifer Warnes)
Another Time, Another Place je studiové album americké zpěvačky Jennifer Warnes. Vydáno bylo 25. května roku 2018 (původně bylo vydání oznámeno na 27. duben). Jde o zpěvaččino první album po sedmnácti letech – své poslední vydala roku 2001 pod názvem The Well. Nahrávání alba probíhalo v texaském Austinu a také v Los Angeles. Podíleli se na něm například Roscoe Beck, Blondie Chaplin a Ruthie Foster. Deska obsahuje jak autorské písně, tak i coververze písní například od Marka Knopflera, Johna Legenda či skupiny Pearl Jam.

## Seznam skladeb
| Pořadí | Název                     | Autor                               | Délka |
| ------ | ------------------------- | ----------------------------------- | ----- |
| 1.     | Just Breathe              | Eddie Vedder                        | 3:53  |
| 2.     | Tomorrow Night            | Sam Coslow, Will Grosz              | 3:06  |
| 3.     | Once I Was Loved          | Marcus Hummon, John Legend          | 4:05  |
| 4.     | So Sad                    | Mickey Newbury                      | 6:13  |
| 5.     | I See Your Face Before Me | Howard Dietz, Arthur Schwartz       | 3:48  |
| 6.     | I Am the Big Easy         | Ray Bonneville                      | 4:37  |
| 7.     | The Boys and Me           | Michael Smotherman, Jennifer Warnes | 4:28  |
| 8.     | Back Where I Started      | Warren Haynes, Derek Trucks         | 4:51  |
| 9.     | Freedom                   | Marcus Hummon                       | 4:08  |
| 10.    | Why Worry                 | Mark Knopfler                       | 3:42  |

## Obsazení
- Jennifer Warnes – zpěv
- Roscoe Beck – baskytara, klávesy, syntezátor
- Mitch Watkins – akustická a elektrická kytara
- Dean Parks – kytara, mandolína
- Abraham Laboriel – baskytara
- Greg Leisz – pedálová steel kytara, kytara
- Gabriel Santiago – kytara
- Jeff Plankenhorn – kytara
- Sonny Landreth – elektrická kytara
- Daran DeShazo – elektrická kytara
- Lenny Castro – perkuse
- Eric Darken – perkuse
- Vinnie Colaiuta – bicí
- John Ferraro – bicí
- Jim Cox – varhany, klavír
- Javier Chaparro – housle
- Tracy Seeger – housle
- Leigh Mahoney – housle
- Ames Asbell – viola
- Sara Nelson – violoncello
- Tom Hale – francouzský roh
- Joel Guzman – akordeon
- Red Young – klávesy
- Stephen Barber – klávesy
- Stefano Intelisano – klávesy
- James Robinson – doprovodné vokály
- Mike Cross – doprovodné vokály
- Blondie Chaplin – doprovodné vokály
- Ruthie Foster – doprovodné vokály
- Roderick Sanford – doprovodné vokály